# Себастьян Касерес
Себастьян Енцо Касерес Рамос (ісп. Sebastián Enzo Cáceres Ramos, нар. 18 серпня 1999, Монтевідео, Уругвай) — уругвайський футболіст, центральний захисник мексиканського клубу «Америка» та національної збірної Уругваю.

## Ігрова кар'єра

### Клубна
Себастьян Касерес народився у Монтевідео і є вихованцем клубної академії столичного «Ліверпуля». Дебют Себастьяна на професійному рівні відбувся 26 серпня 2017 року у матчі чемпіонату Уругваю проти клубу «Пеньяроль». В команді футболіст провів три сезони і на початку 2020 року перейшов до мексиканського клубу «Америка» з Мехіко. З клубом Касерес виграв Апертуру 2023 року чемпіонату Мексики.

### Збірна
У складі молодіжної збірної Уругваю Себастьян Касерес став бронзовим призером молодіжного чемпіонату Південної Америки у 2019 році.
Також у 2019 році футболіст брав участь у молодіжному чемпіонаті світу в Польщі.
У вересні 2022 року у матчі проти команди Ірану Себастьян Касерес дебютував у національній збірній Уругваю.

## Досягнення
Америка
- Переможець чемпіонату Мексики: Апертура 2023

Уругвай (U-20)
- Бронзовий призер молодіжного чемпіонату Південної Америки: 2019

Збірна Уругваю
- Бронзовий призер Кубка Америки: 2024[5]